# Učinek steklenega stropa
Učinek steklenega stropa (angleško: glass ceiling effect) se nanaša na predstavo o delitvi žensk po vertikalni karierni osi, pri čemer so karierne stopnje odvisne od vrste poklica. V znanosti, denimo, jih označujemo s črkami abecede, pri čemer "A" označuje za ženske težko ali težje uresničljivo akademsko in raziskovalno karierno špico (redne profesorice, znanstvene svetnice). Spolna hierarhija v dosegljivosti uglednih in pridobitnih poklicnih mest velja v vseh poklicih, tudi tistih, kjer so ženske v večini. Poleg tega je v obravnavi diskriminacij in izključevanj pri poklicnem delu treba upoštevati tudi možnosti žensk na »sekundarnih« delovnih mestih, torej tistih, ki so posredno povezana s poklicnim področjem (tajnice, tehničarke, kadrovske delavke, računovodkinje, menedžerke ipd.).
Sorodna pojma, ki opisujeta ta fenomen sta učinek lepljivih tal in učinek puščajoče cevi.

## Zgodovina
Avtorica Rosabeth Moss Kanter je bila ena izmed prvih, ki je izraz »učinek steklenega stropa« leta 1977 uporabila v svoji knjigi z naslovom »Men and Women of Corporation« ter s tem javnost opozorila, da so izkušnje posameznikov na delovnem mestu pogojene tudi s posameznikovim spolom. Leta 1984 je izraz steklenega stropa uporabila tudi Gay Bryant, ki je v intervjuju za revijo »Adweek« dejala, da so ženske dosegle določeno točko, ki se imenuje stekleni strop. Ustavile so se nekje na sredini poti do visokih položajih v podjetjih, ter so trenutno obtičale na svoji karierni poti, saj na vrhu ni dovolj prostora za vse te ženske, zato začnejo izbirati drugačne poti v življenju. Izraz je bil kasneje, leta 1986, uporabljen v članku v reviji »Wall street journal« z naslovom “Breaking the Glass Ceiling: Can Women Reach the Top of America's Largest Corporations?”, objava članka pa je povečala priljubljenost izraza v javnosti ter povečala zavedanje o tem problemu.
Leta 1991 se je v ZDA oblikovala Komisija za preučevanje učinka steklenega stropa (»Glass ceiling commission«), ki je štela 21 članov, ustanovljena pa je bila za preučevanje ovir, s katerimi se srečujejo ženske in druge diskriminirane manjšine na poti do napredovanja v okviru korporacijskih hierarhij. Oblikovati pa so morali tudi poročilo ter smernice, po katerih naj bi zmanjšali učinek steklenega stropa, predvsem v velikih podjetjih.
Leto 1999 sta zaznamovala dva pomembna dogodka na tem področju, Carleton Fiorina je postala prva CEO v računalniškem podjetju Hewlett-Packard, ki spada na lestvico prestižnih Fortune 500 podjetij. Dogodek pa je grenko-sladek, saj je ob tem pa dejala, da stekleni stop ne obstaja več ter da se ženske ne srečujejo z omejitvami pri napredovanju. Na drugi strani pa je neodvisna raziskovalna skupina Catalyst izdala poročilo, v katerem so poudarili obstoj steklenega stropa, s katerim se srečujejo ženske v podjetništvu, še posebej pa se s to oviro srečujejo ženske afroameriških in azijskih korenin, pri tej skupini žensk, so uporabili kar metaforo betonskega stropa.

## Definicija
Ideja, ki stoji za metaforo steklenega stropa je, da so primanjkljaji oz. omejene možnosti zaradi spolne oziroma druge diskriminacije, močnejši na vrhu hierarhije, kot pa bolj na dnu ter te neugodne razmere nastanejo kasneje v posameznikovi karieri. Cotter in kolegi so v svojem članku predstavili štiri pogoje, ki morajo biti zapolnjeni, da lahko govorimo o spolni diskriminaciji z metaforo steklenega stropa. Koncept steklenega stropa se tako nanaša na »nevidne ovire v procesu napredovanja žensk in drugih manjšin«, lahko pa metaforo poimenujemo tudi kot »nepremostljive ovire, ki zavirajo manjšine in ženske pri vzponu na podjetniški hierarhiji, ne glede na njihove sposobnosti, kompetence in dosežke«. Gre za neenakost na delovnem mestu, ki pa ni pojasnljiva s pomočjo posameznikovih sposobnosti in dosežkov. Tako so strokovnjaki oblikovali prvi kriterij, ki se glasi; učinek steklenega stropa ustvarja neenakost, ki je posledica spola oziroma rase ter ni pojasnjena s pomočjo drugih z delovnim mestom povezanih značilnosti posameznika. Drugi kriterij, ki so ga zastavili avtorji je, da se učinek steklenega stropa pozna tudi na področju plač, saj naj bi prihajalo do razlik v plačah zaradi spolne in rasne diskriminacija zaposlenega. Bolj kot naraščajo plače v podjetju, večji je pojav učinka steklenega stropa.  Tretji kriterij se nanaša na dejstvo, da se učinek steklenega stropa kaže na področju omejenih možnosti za napredovanje na najvišje položaje zaradi posameznikove rase oz. spola. Kriterij se ne nanaša na delež obeh spolov oz. različnih ras na višjih položajih, ampak se nanaša na dejstvo, da se določene skupine, npr. ženske soočajo z diskriminacijo pri napredovanju na najvišje položaje. Avtorji so kot zadnji kriterij dodali, da se mora učinek steklenega stropa nanašati na rasno oz. spolno diskriminacijo, ki pa v času oblikovanja kariere posameznika narašča.
Kump navaja, da naj bi bil stekleni strop prispodoba nevidne ovire, ki je posledica družbenih in ekonomskih dejavnikov, prav tako pa je pregrada metafora za vse prikrite norme in diskriminacijske oblike obnašanj, ki ženskam ne dopuščajo napredovanja na visoke položaje na delovnem mestu. Že od sredine osemdesetih let, po slavni objavi v reviji Wall Street Journal, se izraz uporablja za vse izrazite in težko premostljive ovire na področju mobilnosti žensk znotraj podjetja, ki pa kljub temu niso nikjer točno določene in zapisane. Lee navaja, da naj bi bil stekleni strop sestavljen tako iz organizacijskih oblik ovir, kot tudi iz individualnih ovir, ki onemogočajo uspešno opravljanje dela ter uresničevanje vseh potencialov na delovnem mestu sposobnih žensk. Težava pri teh nevidnih ovirah je, da imajo zelo globoko zakoreninjene temelje ter se jih posamezniki sploh ne zavedajo. Dejavnikov za pojav steklenega stropa je veliko; spolna diskriminacija, tradicionalna delitev spolnih vlog, manjša raven samospoštovanja in samopodobe pri ženskah, nezdružljivost različnih socialnih vlog, različne preference spolov do življenjskih slogov, samoizključevanje, seksizem, pristranskost pri izbranih postopkih idr..
V eni izmed raziskav pa so ugotovili, da ko ženske prebijejo led ter pridejo na vpliven položaj, niso solidarne do svojih mlajših naslednic ter jih ne podpirajo na njihovi karierni poti ter s tem ponovno reproducirajo učinek steklenega stropa. Skeleton in kolegi so tako v svoji raziskavi ugotovili, da so starejše ženske na visokih položajih izražale izjemno nizko stopnjo solidarnosti do mlajših žensk, na nizkih položajih. Podobno so ugotavljali tudi Faniko in kolegi saj so preko študije, ki so jo izvedli zaključili, da ženske na visokih položajih spobujajo in sprejemajo spolne kvote, ki pripomorejo karieram žensk, ki so na enak hierarhičnem položaju kot one same. To pojasnjujejo s tem, da naj bi ženske te sodelvake zaznavale bolj sebi podobne na področju enakih žrtvovanj in težkih odločitev, ki so jih mogle prav tako kot one sprejeti za to, da so dosegle tak položaj v karieri. Avtorji so tako zaključili, da bi morale organizacije in podjetja okrepiti podporo mlajšim ženskam na nižjih položajih s poudarjanjem dejstva, da so tudi one predane karieri, enako kot drugi posamezniki, ki so na višjih položajih.
Ena izmed možnih razlag, ki so jo našli, pa je, da je razlog za takšen odnos starejših žensk na visokih položajih do mlajših žensk na nižjih položajih tudi ta, da v akademskem oz. podjetniškem svetu preživiš le, če sodeluješ v reprodukciji že vzpostavljenih struktur moči, vendar pa s tem na žalost reproduciraš različne diskriminatorne učinke.

## Pojem steklene arhitekture
Kanjuo Mrčela pa je v svoji literaturi uporabil tudi pojem »steklene arhitekture«. Pojem se nanaša na stereotipe, ki jih ima družba o različnih socialnih vlogah žensk in moških. Gre za stereotipno določene organizacijske vloge žensk in moških, prav tako pa je spolno določena tudi celotna organizacija dela. Vsi pojavi in pojmi tako sestavljajo nevidno stekleno arhitekturo, ki pa je dopolnjena še s steklenim stropom, stenami, steklenim dvigalom ter s steklenim ogledalom. Celotna navedena arhitektura tako omogoča razlago, zakaj je tako malo žensk na najvišjih položajih ter na posameznih področjih. Izraz »steklene stene« se nanaša na dejstvo, da ženske v primerjavi z moškimi velikokrat vstopajo na delovna mesta organizacij, ki so že feminizirana (izobraževanje, zdravstvena nega, itd.), nato pa kmalu ugotovijo, da nimajo možnosti napredovanja ter je nad njimi »stekleni strop«. »Stekleno dvigalo« je avtor vzel kot metaforo za razlaganje preprostega dejstva, da imajo moški velikokrat lažji dostop do položaj z veliko moči. Halliwell navaja še prispodobo »steklenega ogledala«, ki pa naj bi ženskam bil v pomoč pri premagovanju »steklenih ovir« na lastni poti do napredovanja. Avtor navaja, da naj bi ženske steklene strope spremenile v ogledala za lastno refleksijo ter razmislile kako se spopasti z nadrejenimi in njihovimi diskriminatornimi pravili.

## Pojem »steklenih pečin«(»Glass cliffs«)
Učinek steklenega stropa se navezuje na nevidne ovire, s katerimi se ženske in druge diskriminirane manjšine soočajo pri napredovanju po hierarhični lestvici v podjetjih. Kljub temu, da zadnja leta število žensk na visokih položajih narašča, vendar ni važen samo delež po spolu na takih položajih, ampak je pri tem treba upoštevati tudi posameznikovo izkušnjo, ki jo ima ob takem položaju. Pomembni so tudi pogoji, po katerih so položaji na višjih delovnih mestih dodeljeni ženskam, in po katerih pogojih so dodeljeni moškim. V članku Bruckmullerja in kolegov so raziskal te pogoje ter ugotovili, da se kontekst, v katerem določen visok položaj prevzame ženska oz. moški izjemno pomembno razlikujejo. Ugotovili so, da ženskam, ki prebijejo stekleni strop, dodelijo vplivne položaje na delovnih mestih, ki so bolj nagnjeni k propadu, zato se za ta fenomen uporablja prispodoba steklene pečine.
Podobno navajata tudi Cook in Glass, ki v svojem članku trdita, da naj bi bila ženskam v primerjavi z moškimi bolj pogosto ponujena delovna mesta na vplivnih položajih v organizacijah, ki imajo težave, so v krizi ali pa na robu propada. Ryan in Haslam sta izvedla raziskavo v 100 podjetjih, preko katere sta ugotovila, da so ženske veliko bolj zastopane na visokih položajih podjetij, ki ne poslujejo dobro.

## Učinek lepljivih tal (»Sticky floor effect«)
Komplementarni pojem učinku steklenega stropa pa je učinek lepljivih tal. Učinek lepljivih tal se tako nanaša na dejstvo, da imajo ženske manj možnosti za napredovanje oz. sploh za začetek »plezanja« po hierarhični lestvici v organizacijah. Prispodoba se nanaša na položaj žensk na dnu hierarhične lestvice.